# 박용석 (정치인)
박용석(1928년 ~ 2007년 3월 17일)은 북한의 정치인, 조선로동당 중앙위원회 위원, 최고인민회의 의원이다.

## 생애
박용석은 함경북도에서 태어나 김일성종합대학과 소련교통철도대학을 졸업했다. 1961년에 교통 및 도시 건설부 장관으로 임명되었다. 1967년 최고인민회의 대의원선거에서 대표로 당선되었다. 1970년에는 당 중앙위원회 위원으로 임명되었다. 2년 후 그는 교통 및 도시 건설부 장관이 되었다. 1977년에는 철도부장관에 임명되었으며 최고인민회의 대의원으로 재선되었다.
1980년 박영석이 당중앙위원회 위원으로 재선되었다. 2년 뒤 그는 김일성훈장을 수여받고 세 번째로 최고인민회의 대의원 권한대행이 되었다. 1985년에 그는 중국정부학원 교통위원회 위원장으로 승진했다. 이듬해에는 총무처 철도과장도 역임했다. 1990년에는 네번째로 최고인민회의 대의원대리로 당선되였다. 1994년 김일성이 사망하고 박영석이 김일성 장례위원회 위원에 포함됐다. 이듬해 그는 우전위의 장례위원회 위원이 되었다. 1998년에는 다섯번째로 최고인민회의 대의원대행이 되었다. 이듬해 그는 당 중앙위원회 심사위원장을 맡았다. 2003년에 그는 마지막으로 최고인민회의 대의원대행에 당선되었다. 2005년에는 염행모 애도위원회 위원으로 임명됐다. 그는 연형묵 장례위원회 위원이었다. 2007년 3월 17일 박용석 선생이 암으로 80세의 나이로 사망하였다.